# رامال اصلان‌اف
رامال اصلان‌اف (ترکی آذربایجانی: Rəmal Əli oğlu Aslanov؛ زادهٔ ۱ مارس ۱۹۹۲) ورزشکار کیک‌بوکسینگ اهل جمهوری آذربایجان است.